# Ферма «Мадбаунд»
«Ферма „Мадбаунд“»  (англ. Mudbound) — драматична стрічка 2017 року про двох ветеранів Другої світової війни, які повернулись додому, де зіштовхуються з расизмом та посттравматичним синдромом.

## Сюжет
Генрі Мак-Аллан купив ферму, куди переїхав зі своєю дружиною, дочками та расистом-батьком. На цій же землі живут червоношкірі орендарі — багатодітна родина Джексонів. Молодший брат Генрі, Джеймі Мак-Аллан, як і старший син Гапа Джексона воюють у Європі. Ронзел насолоджувався свободою від расизму та зустрічався з білошкірою європейкою.
Тим часом фермери воюють за врожай. Гап ламає ногу, тому дружина кидає роботу в родині Мак-Алланів, щоб впоратись зі справами чоловіка на землі. Лора не залишає Джексонів у біді: вона допомагає сплатити лікування хворого.
Війна скінчилась. Джеймі та Ронзел повертаються додому. Паппі відчуває зневагу до свого сина, який починав зловживати алкоголем та страждати від постравматичного синдрому. Свідком цього стає Ронзел. Джеймі розповідає йому про те, що під час війни його врятував чорношкірий. Натомість Ронзел показує фото маленького сина, якого народила його дівчина. Паппі знаходить це фото, разом з іншими членами ку-клукс-клану б'ють його власника і змушують Джеймі вибрати покарання для Ронзела та спостерігати за цим. Наступного дня сім'я Джексонів виїжджає, а Джеймі душить батька до смерті.

## У ролях
| Актор                    | Роль             |
| ------------------------ | ---------------- |
| Кері Малліган            | Лора Мак-Аллан   |
| Джейсон Кларк            | Генрі Мак-Аллан  |
| Джейсон Мітчелл          | Ронзел Джексон   |
| Мері Джей Блайдж         | Флоренс Джексон  |
| Джонатан Бенкс           | Паппі Мак-Аллан  |
| Ґаррет Гедлунд           | Джеймі Мак-Аллан |
| Роб Морган               | Гап Джексон      |
| Келвін Гаррісон-молодший | Вікс             |
| Клаудіо Ланіадо          | лікар Перлман    |
| Кеннеді Деросін          | Лілі Мей Джексон |
| Ділан Арнольд            | Карл Етвуд       |

## Створення фільму

### Виробництво
Зйомки фільму проходили в Луїзіані, США.

### Знімальна група
- Кінорежисер — Ді Ріс
- Сценаристи — Ді Ріс, Верджил Вільямс
- Кінопродюсери — Карл Еффенсон, Саллі Джо Еффенсон, Кассіан Елвіс, Крістофер Лемоль, Кім Рот, Тім Заярос
- Композитор — Тамар-Калі Браун
- Кінооператор — Рейчел Моррісон
- Кіномонтаж — Мако Комітсуна
- Художник-постановник — Девід Дж. Бомба
- Артдиректор — Артур Йонгеваард, Нора Такач
- Художник по костюмах — Майкл Т. Борд
- Підбір акторів — Біллі Гопкінс, Ешлі Інґрам[1].

## Сприйняття

### Критика
Фільм отримав схвальні відгуки. На сайті Rotten Tomatoes оцінка стрічки становить 96 % на основі 153 відгуків від критиків (середня оцінка 8,3/10) і 86 % від глядачів із середньою оцінкою 4,1/5 (4 415 голосів). Фільму зарахований «свіжий помідор» від кінокритиків та «попкорн» від глядачів, Internet Movie Database — 7,5/10 (11 206 голосів), Metacritic — 85/100 (44 відгуки від критиків) і 6,0/10 (80 відгуків від глядачів).

### Номінації та нагороди
| Нагороди та номінації фільму «Ферма „Мадбаунд“» | Нагороди та номінації фільму «Ферма „Мадбаунд“»            | Нагороди та номінації фільму «Ферма „Мадбаунд“» | Нагороди та номінації фільму «Ферма „Мадбаунд“»                                                             | Нагороди та номінації фільму «Ферма „Мадбаунд“» | Нагороди та номінації фільму «Ферма „Мадбаунд“» |
| Рік                                             | Кінофестиваль/кінопремія                                   | Категорія/нагорода                              | Номінант | Результат                                       |                                                 |
| ----------------------------------------------- | ---------------------------------------------------------- | ----------------------------------------------- | --- | ----------------------------------------------- | ----------------------------------------------- |
| 2017                                            | Кінофестиваль в Остіні                                     | Вибір глядачів                                  | Ді Ріс, Верджил Вільямс                                                                                     | Перемога                                        |                                                 |
| 2017                                            | Асоціація кінокритиків Чикаго                              | Найкраща жіноча роль другого плану              | Мері Джей Блайдж                                                                                            | Номінація                                       |                                                 |
| 2017                                            | Асоціація кінокритиків Чикаго                              | Найкраща чоловіча роль другого плану            | Джейсон Мітчелл                                                                                             | Номінація                                       |                                                 |
| 2017                                            | Асоціація кінокритиків Чикаго                              | Найкращий адаптований сценарій                  | Ді Ріс, Верджил Вільямс                                                                                     | Номінація                                       |                                                 |
| 2017                                            | Асоціація кінокритиків Чикаго                              | Найкраща робота оператора                       | Рейчел Моррісон                                                                                             | Номінація                                       |                                                 |
| 2017                                            | Асоціація кінокритиків Детройта                            | Найкращий акторський склад                      | «Ферма „Мадбаунд“»                                                                                          | Номінація                                       |                                                 |
| 2017                                            | Асоціація кінокритиків Флориди                             | Найкраща жіноча роль другого плану              | Мері Джей Блайдж                                                                                            | Номінація                                       |                                                 |
| 2017                                            | «Готем»                                                    | Найкращий акторський склад                      | Кері Малліган, Гаррет Гедлунд, Джейсон Кларк, Джейсон Мітчелл, Мері Джей Блайдж, Роб Морган, Джонатан Бенкс | Перемога                                        |                                                 |
| 2017                                            | «Готем»                                                    | Акторський прорив                               | Мері Джей Блайдж                                                                                            | Номінація                                       |                                                 |
| 2017                                            | Кінопремія Голлівуду                                       | Акторський прорив                               | Мері Джей Блайдж                                                                                            | Перемога                                        |                                                 |
| 2017                                            | Асоціація кінокритиків Лос-Анджелеса                       | Найкраща акторка другого плану                  | Мері Джей Блайдж                                                                                            | Номінація                                       |                                                 |
| 2017                                            | Спільнота кінокритиків Нью-Йорка                           | Найкраща робота оператора                       | Рейчел Моррісон                                                                                             | Перемога                                        |                                                 |
| 2017                                            | Спільнота онлайн-кінокритиків                              | Найкраща жіноча роль другого плану              | Мері Джей Блайдж                                                                                            | Номінація                                       |                                                 |
| 2017                                            | Спільнота онлайн-кінокритиків                              | Найкращий акторський склад                      | «Ферма „Мадбаунд“»                                                                                          | Номінація                                       |                                                 |
| 2017                                            | Спільнота онлайн-кінокритиків                              | Найкраща робота оператора                       | Рейчел Моррісон                                                                                             | Номінація                                       |                                                 |
| 2017                                            | Спільнота кінокритиків Сан-Дієго                           | Найкращий адаптований сценарій                  | Ді Ріс, Верджил Вільямс                                                                                     | Номінація                                       |                                                 |
| 2017                                            | Спільнота кінокритиків Сан-Дієго                           | Найкращий акторський склад                      | «Ферма „Мадбаунд“»                                                                                          | Перемога                                        |                                                 |
| 2017                                            | Асоціація кінокритиків Сан-Франциско                       | Найкращий адаптований сценарій                  | Ді Ріс, Верджил Вільямс                                                                                     | Номінація                                       |                                                 |
| 2017                                            | «Супутник»                                                 | Найкращий акторський склад                      | «Ферма „Мадбаунд“»                                                                                          | Перемога                                        |                                                 |
| 2017                                            | «Супутник»                                                 | Найкращий фільм                                 | «Ферма „Мадбаунд“»                                                                                          | Номінація                                       |                                                 |
| 2017                                            | «Супутник»                                                 | Найкраща жіноча роль другого плану              | Мері Джей Блайдж                                                                                            | Номінація                                       |                                                 |
| 2017                                            | «Супутник»                                                 | Найкращий режисер                               | Ді Ріс | Номінація                                       |                                                 |
| 2017                                            | Спільнота кінокритиків Вашингтона                          | Найкращий адаптований сценарій                  | Ді Ріс, Верджил Вільямс                                                                                     | Перемога                                        |                                                 |
| 2017                                            | Спільнота кінокритиків Вашингтона                          | Найкращий режисер                               | Ді Ріс | Номінація                                       |                                                 |
| 2017                                            | Спільнота кінокритиків Вашингтона                          | Найкраща чоловіча роль другого плану            | Джейсон Мітчелл                                                                                             | Номінація                                       |                                                 |
| 2017                                            | Спільнота кінокритиків Вашингтона                          | Найкраща жіноча роль другого плану              | Мері Джей Блайдж                                                                                            | Номінація                                       |                                                 |
| 2017                                            | Спільнота кінокритиків Вашингтона                          | Найкращий акторський склад                      | «Ферма „Мадбаунд“»                                                                                          | Номінація                                       |                                                 |
| 2017                                            | Спільнота кінокритиків Вашингтона                          | Найкраща робота оператора                       | Рейчел Моррісон                                                                                             | Номінація                                       |                                                 |
| 2018                                            | «Золотий глобус»                                           | Найкраща жіноча роль другого плану              | Мері Джей Блайдж                                                                                            | Номінація                                       |                                                 |
| 2018                                            | «Золотий глобус»                                           | Найкраща пісня                                  | Рейчел Саадік, Мері Джей Блайдж                                                                             | Номінація                                       |                                                 |
| 2018                                            | Премія Гільдії кіноакторів США                             | Найкращий акторський склад                      | Кері Малліган, Гаррет Гедлунд, Джейсон Кларк, Джейсон Мітчелл, Мері Джей Блайдж, Роб Морган, Джонатан Бенкс | Номінація                                       |                                                 |
| 2018                                            | Премія Гільдії кіноакторів США                             | Найкраща жіноча роль другого плану              | Мері Джей Блайдж                                                                                            | Номінація                                       |                                                 |
| 2018                                            | Премія Австралійської академії кінематографа і телебачення | Найкраща жіноча роль другого плану              | Мері Джей Блайдж                                                                                            | Номінація                                       |                                                 |
| 2018                                            | Американське товариство кінооператорів                     | Найкращі досягнення в операторській роботі      | Рейчел Моррісон                                                                                             | Номінація                                       |                                                 |
| 2018                                            | «Вибір критиків»                                           | Найкраща жіноча роль другого плану              | Мері Джей Блайдж                                                                                            | Номінація                                       |                                                 |
| 2018                                            | «Вибір критиків»                                           | Найкращий акторський склад                      | «Ферма „Мадбаунд“»                                                                                          | Номінація                                       |                                                 |
| 2018                                            | «Вибір критиків»                                           | Найкращий адаптований сценарій                  | Ді Ріс, Верджил Вільямс                                                                                     | Номінація                                       |                                                 |
| 2018                                            | «Вибір критиків»                                           | Найкраща робота оператора                       | Рейчел Моррісон                                                                                             | Номінація                                       |                                                 |
| 2018                                            | «Незалежний дух»                                           | Премія Роберта Альтмана                         | Кері Малліган, Гаррет Гедлунд, Джейсон Кларк, Джейсон Мітчелл, Мері Джей Блайдж, Роб Морган, Джонатан Бенкс | Перемога                                        |                                                 |
| 2018                                            | NAACP Image Award                                          | Видатний незалежний кінофільм                   | «Ферма „Мадбаунд“»                                                                                          | Номінація                                       |                                                 |
| 2018                                            | NAACP Image Award                                          | Видатний сценарій кінофільму                    | Ді Ріс, Верджил Вільямс                                                                                     | Номінація                                       |                                                 |
| 2018                                            | NAACP Image Award                                          | Видатний кінорежисер                            | Рейчел Моррісон                                                                                             | Номінація                                       |                                                 |
| 2018                                            | Гільдія сценаристів США                                    | Адаптований сценарій                            | Ді Ріс, Верджил Вільямс                                                                                     | Номінація                                       |                                                 |
| 2018                                            | Премія «Оскар»                                             | Найкраща чоловіча роль другого плану            | Мері Джей Блайдж                                                                                            | Номінація                                       |                                                 |
| 2018                                            | Премія «Оскар»                                             | Найкращий сценарій-адаптація                    | Вірджил Вільямс та Ді Ріс                                                                                   | Номінація                                       |                                                 |
| 2018                                            | Премія «Оскар»                                             | Найкраща пісня                                  | Mighty River, музика і слова: Мері Джей Блайдж, Рафаел Садік та Таура Стінсон                               | Номінація                                       |                                                 |
| 2018                                            | Премія «Оскар»                                             | Найкраща операторська робота                    | Рейчел Моррісон                                                                                             | Номінація                                       |                                                 |